# Cratere Endeavour
Endeavour  è un cratere sulla superficie di Marte.